# ITF Aschaffenburg
Das ITF Aschaffenburg (offiziell: SanLucar Ladies Open - int. bayerische Meisterschaften der Damen) ist ein Tennisturnier des ITF Women’s Circuit, das seit 2010 auf der Anlage des TC Schönbusch Aschaffenburg ausgetragen wird. Die erste Ausgabe fand 2008 unter dem Titel Schönbusch Open statt und wurde als kombiniertes nationales Preisgeldturnier ausgetragen. Im zweiten Jahr entschied man sich das Herrenturnier aufzuwerten (10.000 US$ ITF Future Tour), ehe man sich seit 2010 auf den Damen-Wettbewerb spezialisiert hat.
Seit 2025 heißt das Turnier SanLucar Ladies Open und wurde erstmals mit einem Preisgeld von 40.000 US-Dollar dotiert.

## Siegerliste

### Einzel
| Jahr                   | Siegerin                                | Finalgegnerin                           | Ergebnis                                |                                         |
| ---------------------- | --------------------------------------- | --------------------------------------- | --------------------------------------- | --------------------------------------- |
| ↓ Kategorie: $25.000 ↓ |                                         |                                         |                                         |                                         |
| 2010                   | Mădălina Gojnea                         | Caroline Garcia                         | 6:1, 6:0                                |                                         |
| 2011                   | Florencia Molinero                      | Stephanie Vogt                          | 7:66, 6:1                               |                                         |
| 2012                   | Anna-Lena Friedsam                      | Kathrin Wörle                           | 6:4, 2:6, 6:4                           |                                         |
| 2013                   | Maša Zec Peškirič                       | Dalila Jakupović                        | 6:4, 6:4                                |                                         |
| 2014                   | Lesley Kerkhove                         | Carina Witthöft                         | 7:5, 6:3                                |                                         |
| 2015                   | Tena Lukas                              | Fiona Ferro                             | 7:5, 6:4                                |                                         |
| 2016                   | Anna Kalinskaja                         | Dalila Jakupović                        | 6:3, 2:6, 6:2                           |                                         |
| 2017                   | Katharina Hobgarski                     | Yvonne Cavalle-Reimers                  | 7:5, 6:4                                |                                         |
| 2018                   | Anna Zaja                               | Katharina Hobgarski                     | 6:4, 7:5                                |                                         |
| 2019                   | Despina Papamichail                     | Jule Niemeier                           | 6:2, 5:7, 6:2                           |                                         |
| 2020                   | Aufgrund der COVID-19-Pandemie abgesagt | Aufgrund der COVID-19-Pandemie abgesagt | Aufgrund der COVID-19-Pandemie abgesagt | Aufgrund der COVID-19-Pandemie abgesagt |
| 2021                   | Aufgrund der COVID-19-Pandemie abgesagt | Aufgrund der COVID-19-Pandemie abgesagt | Aufgrund der COVID-19-Pandemie abgesagt | Aufgrund der COVID-19-Pandemie abgesagt |
| 2022                   | Jéssica Bouzas Maneiro                  | Katharina Hobgarski                     | 6:1, 6:2                                |                                         |
| 2023                   | Marie Benoît                            | Julie Štruplová                         | 6:3, 6:3                                |                                         |
| ↓ Kategorie: W35 ↓     |                                         |                                         |                                         |                                         |
| 2024                   | Madison Sieg                            | Nika Radišić                            | 6:4, 6:4                                |                                         |
| ↓ Kategorie: W50 ↓     |                                         |                                         |                                         |                                         |
| 2025                   | Nuria Brancaccio                        | Nikola Bartůňková                       | 4:6, 6:4, 6:4                           |                                         |

### Doppel
| Jahr                   | Siegerinnen                             | Finalgegnerinnen                              | Ergebnis                                |                                         |
| ---------------------- | --------------------------------------- | --------------------------------------------- | --------------------------------------- | --------------------------------------- |
| ↓ Kategorie: $25.000 ↓ |                                         |                                               |                                         |                                         |
| 2010                   | Teodora Mirčić Erika Sema               | Elena Bogdan Andrea Koch Benvenuto            | 7:64, 2:6, [10:8]                       |                                         |
| 2011                   | Pemra Özgen Yurika Sema                 | Hana Birnerová Stephanie Vogt                 | 6:4, 7:65                               |                                         |
| 2012                   | Florencia Molinero Stephanie Vogt       | Malou Ejdesgaard Réka-Luca Jani               | 6:3, 7:63                               |                                         |
| 2013                   | Demi Schuurs Eva Wacanno                | Carolin Daniels Laura Schaeder                | 7:5, 1:6, [14:12]                       |                                         |
| 2014                   | Rika Fujiwara Yuuki Tanaka              | Lesley Kerkhove Xenia Knoll                   | 6:1, 6:4                                |                                         |
| 2015                   | Diāna Marcinkēviča Aljona Sotnykowa     | Alona Fomina Sofija Kowalez                   | 3:6, 6:4, [10:5]                        |                                         |
| 2016                   | Nicola Geuer Anna Zaja                  | Dalila Jakupović Lu Jiajing                   | 6:4, 6:4                                |                                         |
| 2017                   | Katharina Hobgarski Julia Wachaczyk     | Yuki Kristina Chiang Lisa Ponomar             | 6:3, 2:6, [10:3]                        |                                         |
| 2018                   | Polina Leikina Isabella Schinikowa      | Emma Laine Chiara Scholl                      | 7:64, 7:5                               |                                         |
| 2019                   | Tatiana Pieri Ivana Popovic             | Irene Burillo Escorihuela Despina Papamichail | 7:65, 6:4                               |                                         |
| 2020                   | Aufgrund der COVID-19-Pandemie abgesagt | Aufgrund der COVID-19-Pandemie abgesagt       | Aufgrund der COVID-19-Pandemie abgesagt | Aufgrund der COVID-19-Pandemie abgesagt |
| 2021                   | Aufgrund der COVID-19-Pandemie abgesagt | Aufgrund der COVID-19-Pandemie abgesagt       | Aufgrund der COVID-19-Pandemie abgesagt | Aufgrund der COVID-19-Pandemie abgesagt |
| 2022                   | Irina Chromatschowa Marija Timofejewa   | Karolína Kubáňová Ivana Šebestová             | 6:2, 5:7, [10:3]                        |                                         |
| 2023                   | Jelena Pridankina Ivana Šebestová       | Manon Léonard Lucie Nguyen Tan                | 2:6, 6:2, [10:5]                        |                                         |
| ↓ Kategorie: W35 ↓     |                                         |                                               |                                         |                                         |
| 2024                   | Jasmijn Gimbrère Stéphanie Visscher     | Andreea Prisăcariu Julie Štruplová            | 6:1, 1:6, [10:3]                        |                                         |
| ↓ Kategorie: W50 ↓     |                                         |                                               |                                         |                                         |
| 2025                   | Rasheeda McAdoo Angella Okutoyi         | Laura Böhner Chelsea Fontenel                 | 1:6, 6:2, [10:7]                        |                                         |

## Quelle
- ITF Homepage